# Ян (ураган)
Ураган Ян (англ. Hurricane Ian) — потужний ураган 5 категорії який став третім найдорожчим погодним лихом у світі і найбільш смертоносним ураганом, який обрушився на штат Флорида з часів урагану на День праці 1935 року. Ян завдав великої шкоди західній Кубі та південному сходу Сполучених Штатів, особливо штатам Флорида, Південна Кароліна та Північна Кароліна. Це був дев’ятий названий шторм, четвертий ураган і другий великий ураган сезону атлантичних ураганів 2022 року. Ян найсильніший ураган який вразив штат після «урагану Майкл» у 2018 році, останній великий ураган, який вразив західне узбережжя Флориди після «урагану Ірма» в 2017 році, перший ураган 5 категорії в Атлантиці після урагану «Лоренцо» 2019 року та найсильніший ураган 4 категорії, який вразив регіон після «урагану Чарлі» в 2004 році.
19 вересня 2022 року Національний ураганний центр зафіксував тропічні хвилі на сході від Навітряних островів. Через два дні циклон попрямував до Карибського моря, приносячи 21 та 22 вересня вітри та сильний дощ на острови ABC, Тринідад і Тобаго та північне узбережжя Венесуели та Колумбії. Пізніше того ж дня перетворився на тропічну депресію, оскільки значно зросла конвекція. Біля Кайманових островів Ян посилився до тропічного шторму, а над західною Кубою до урагану 3-ї категорії. Він приніс штормові припливи й сильні зливи на всю провінцію Пінар-дель-Ріо, знеструмивши її. Над сушею трохи послаб, але згодом посилився, рухаючись до південно-східної частини Мексиканської затоки та над Драй-Тортугасом. Уранці 28 вересня перетворився на ураган 4-ї категорії, недалеко від берегів західної Флориди. Вийшов на сушу на острів Кайо-Коста. Ян став п'ятим найпотужнішим ураганом, які досягли континентальних штатів. Після другого виходу на сушу на південному заході Флориди швидко послабшав до тропічного шторму та повернувся в Атлантику, де знову посилився до урагану та вирував над Південною Кароліною. 2 жовтня розвіявся над Південною Вірджинією.
Ян завдав катастрофічних збитків у деяких частинах південно-західної Флориди, принісши в регіони повідь та сильні штормові вітри та дощі. Наслідки від урагану оцінюються в US$113.1 млрд Зокрема, дуже постраждали міста Форт-Маєрс і Нейплс. Мільйони осіб залишилися без електроенергії, а кілька жителів змушені були ховатися на своїх дахах. У Санібел від стихійної поводі обрушилась дамба, а у Пайн-Айленд зруйнувався міст до Форт-Майєрса. Станом на 6 жовтня загинуло 137 осіб (з них 5 на Кубі, 126 у Флориді, 5 у Північній Кароліні, 1 у Вірджинії). Ян за смертоносністю посів 24-те місце в історії США.

## Метеорологічна історія

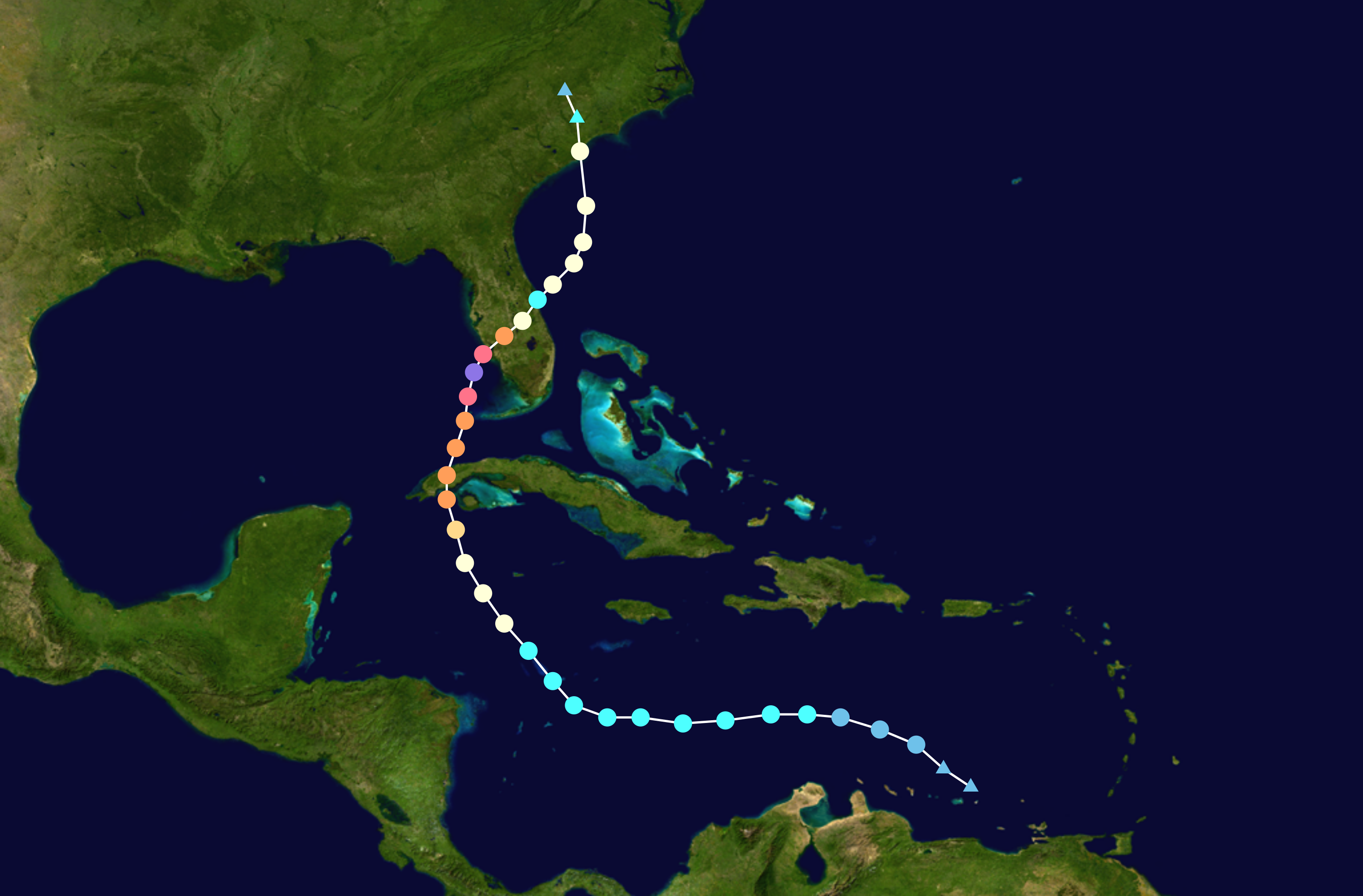
Траєкторія руху Урагану Ян

Вранці 14 вересня тропічна хвиля, що викликала велику кількість злив і гроз, відкотилася від західного узбережжя Африки. Згодом хвиля рухалась на захід, на південь від островів Кабо-Верде та в менш сприятливе середовище, спричинивши це втратити більшу частину своєї конвекції до початку 18 вересня. Згодом конвекція почала змінюватися на осі хвилі, і Національний ураганний центр відстежувати можливий поступовий розвиток хвилі, коли вона рухалася на захід до Навітряних островів 19 вересня. Через два дні хвилювання пройшло над Тринідад і Тобаго і увійшов до південно-східного Карибського моря, пройшовши біля островів ABC і до північного узбережжя Південної Америки. 22 вересня, коли хвиля просувалась із заходу на північний-захід, воно демонструвало ознаки організованості. Сильний зсув вітру зі швидкістю 30–35 миль/год (45–55 км/год), спричинений потоком верхнього рівня від урагану «Фіона» загальмував розвиток у тропічну депресію. Чітко визначена циркуляція все ще могла сформуватися в межах порушення того самого дня; потім його конвекція зросла і стала постійною протягом ночі на наступний день. У результаті рано вранці 23 вересня його назвали Тропічною депресія №9.

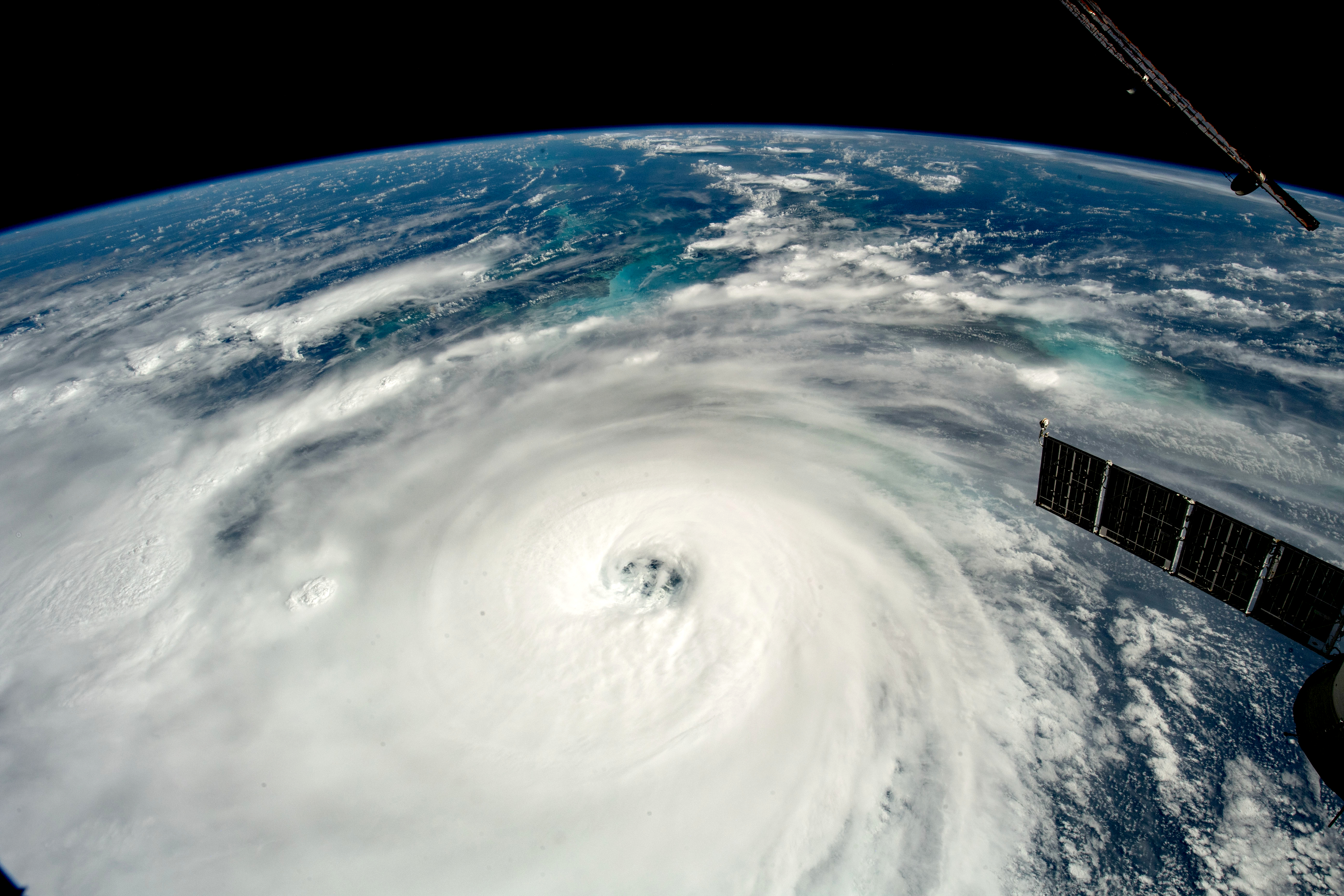
Екіпаж експедиції 67 на борту Міжнародної космічної станції 28 вересня спостерігав ураган Ян

До 03:00 UTC 24 вересня швидкість вітру  зросла до 40 миль/год (64 км/год), у цей час вона стала Тропічним штормом Ян. Приблизно о 08:30 UTC 27 вересня ураган Ян, що швидко посилювався і обрушився на західну Кубу як потужний ураган 3 категорії зі швидкістю вітру 125 миль/год (205 км/год) і тиском 947 мбар (27,96 дюйма рт. ст.). став найсильнішим тропічним циклоном, який вплинув на провінцію Пінар-дель-Ріо з часів урагану «Густав» у 2008 році. Ян трохи послабшав над сушею, але залишався великим ураганом, оскільки він рухався біля узбережжя Куби та в південно-східній частині Мексиканської затоки навколо 14:00 UTC. Ян трохи зміцнів під час руху від берега, потім розпочав цикл заміни очної стінки, завдяки чому його швидкість вітру залишалася стабільною на рівні 120 миль/год (195 км/год). Однак його тиск продовжував падати, оскільки ураган зростав у розмірах. Він рухався над Драй-Тортугасом о 02:00 UTC з тією ж швидкістю вітру та тиском 952 мбар (28,11 дюйма рт. ст.), продовжуючи реорганізацію. Після завершення циклу заміни очної стінки Ян швидко зміцнів і став дуже потужним ураганом 4 категорії о 09:00 UTC 28 вересня з гравітаційними хвилями, що поширюються з південно-західного квадранта конвекції. До 10:35 UTC 28 вересня Ян ще більше зміцнився до свого піку інтенсивності з постійними вітрами 160 миль/год (260 км/год) і орієнтовним центральним тиском 937 мбар (27,67 дюйма рт. ст.), коли він наближався до південно-західної Флориди, незважаючи на відтік обмежений у південно-західному квадранті помірним зсувом вітру. Приблизно в цей час датчики NOAA заміряли пориви вітру, що сягали 348 км/год (216 миль на годину). Ян зберігав свою інтенсивність протягом кількох годин, перш ніж трохи послабшати, коли він наближався до узбережжя Флориди, хоча він залишався ураганом 4 категорії. О 19:05 UTC Ян вийшов на Кайо-Костазі постійними вітрами 150 миль/год (240 км/год) і орієнтовним центральним тиском 941 мбар (27,79 дюйма рт. ст.), ставши першим ураганом 4 категорії, який вразив південно-західну Флориду з часів «Чарлі» в 2004 році, який досяг берега в тому ж місці. Потім Ян здійснив другий вихід на сушу на південь від Пунта-Горди поблизу гавані о 20:35 UTC зі швидкістю вітру 145 миль/год (230 км/год).
Сила урагану впала до 3 категорії о 23:00 UTC того ж дня. Постійна взаємодія землі призвела до фрикційного зміщення системи, і це в поєднанні з сильним вертикальним зсувом вітру призвело до того, що Ян швидко перетворився на тропічний шторм до 09:00 UTC, коли він рухався на північний-схід від узбережжя східної Флориди. О 21:00 UTC циркуляція системи повністю  зникла біля узбережжя Флориди, і хоча конвекція була трохи зміщена на північ, того ж дня Ян посилився до урагану 1 категорії. Система повернула на північ вранці 30 вересня і прискорилася до узбережжя Південної Кароліни. За цей час він дещо посилився, оскільки глибока конвекція знову розвинулася поблизу центру.  Ян здійснив свій третій вихід на сушу того дня поблизу Джорджтауна, штат Південна Кароліна, відразу після 18:00 UTC, зі швидкістю вітру 80 миль/год (130 км/год) і мінімальним барометричним тиском 978 мбар (28,88 дюйма рт. ст.). Ян почав слабшати вглиб країни і через три години після виходу на сушу перетворився на посттропічний циклон над узбережжям Південної Кароліни. Коли полярний струменевий потік розірвав циклон на частини, він згодом розсіявся над південною Вірджинією о 03:00 UTC 2 жовтня.

## Підготовка

### Кариби

#### Ямайка
У п’ятницю, 23 вересня 2022 року, Метеорологічна служба Ямайки опублікувала спостереження за тропічним штормом біля острова Ямайки. Одночасно з цим оголосили штормові попередження щодо Одночасно було видано попередження про повені та морські попередження.

#### Кайманові острови
23 вересня о 21:00 UTC уряд Кайманових островів опублікував дані про урагани для своїх трьох островів — Великого Кайману, Кайман-Брак та Малого Каймана оскільки  за прогнозами Ян проходитиме над британською заморською територією як ураган. Національний оперативний центр з надзвичайних ситуацій перейшов у режим повної готовності. Разом із службами екстреної допомоги полк Кайманових островів і берегова охорона Кайманових островів оголосили повну мобілізацію та розгортання свого персоналу. Крім того, губернатор Кайманових островів Мартін Роупер звернувся до Великої Британії з проханням продовжити розгортання додаткових військових засобів на островах для надання гуманітарної допомоги та операцій з ліквідації наслідків стихійних лих. Згодом HMS Medway був розгорнутий на Кайманових островах. Вертольоти Королівської поліції Кайманових островів також були направлені для допомоги в операції. У той час один із гелікоптерів був направлений на острови Теркс і Кайкос перед ураганом Ян, щоб допомогти там відновити зусилля після проходження урагану Фіона. Королівський флот також розгорнув свій гелікоптер для допомоги. Школи, університети та навчальні центри закрилися ввечері 23 вересня. 24 вересня о 18:00 UTC на Великому Каймані було оголошено попередження про ураган, на Кайман-Брак і Малий Кайман було оголошено попередження тропічний шторм. Попередження про повені та штормовий приплив також були видані на Великому Каймані. Адміністрація аеропортів Кайманових островів продовжувала працювати в аеропортах до полудня 25 вересня. Потім аеропорти закрилися, а літаки в аеропортах були евакуйовані.

#### Куба

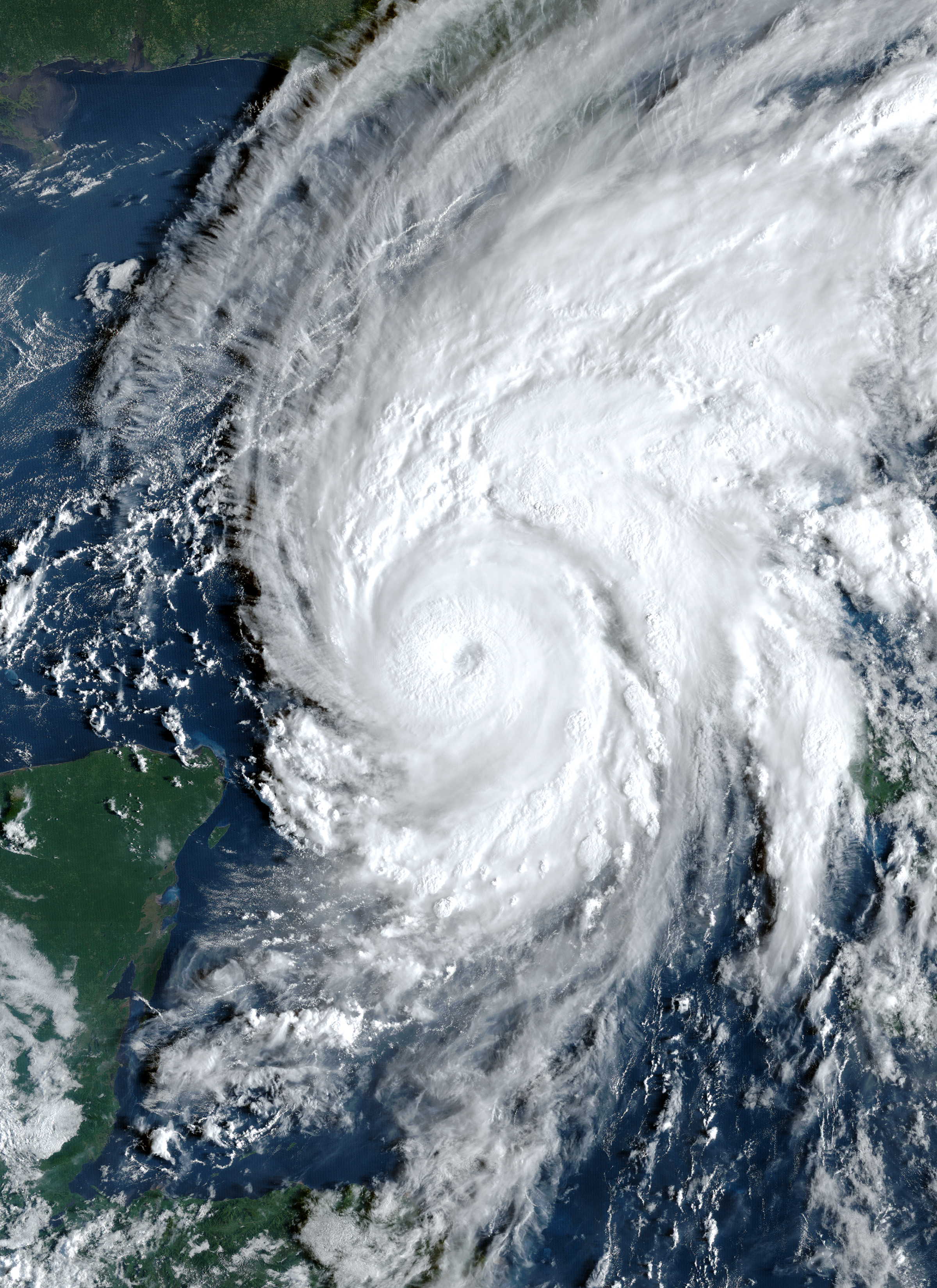
Ураган "Ян" незабаром після того, як він обрушився на західну Кубу вранці 27 вересня

Влада Куби видала розпорядження про евакуацію близько 50 000 людей у провінції Пінар-дель-Ріо та створила близько 55 притулків перед штормом. Державні ЗМІ заявили, що вживаються заходи для захисту продуктів харчування та врожаю на складах. Місцеві жителі прибрали рибальські човни в Гавані, а міські робітники оглянули та прочистили зливові стоки.

### Сполучені Штати
Компанія Amtrak призупинила курсування автопоїздів на 27–28 вересня, а 27 вересня припинила рейс Silver Star, який прямував на південь у Джексонвіллі, штат Флорида, 26 вересня. Послуги Silver Star скасовані на 27–28 вересня, а рейс Silver Star на північ також скасовано 29 вересня. Оновлений прогноз Яна спонукав їх призупинити ці послуги до 1 жовтня. Обслуговування Palmetto також скасовано у Вашингтоні, округ Колумбія, на 30 вересня та 1 жовтня. Заплановане на 28 вересня дев'яте відкрите слухання спеціального комітету Палати представників США щодо теракту 6 січня перенесено. Губернатори Північної Кароліни, Південної Кароліни та Вірджинії оголосили надзвичайний стан у рамках підготовки до наближення шторму.
Amazon скасувала складські операції на деяких підприємствах, і понад 3500 рейсів були скасовані як прямий результат діяльності Яна.

## Наслідки
| Країна    | Регіон            | Смертей | Завдано збитків (USD)             |
| --------- | ----------------- | ------- | --------------------------------- |
| Куба      | Пінар-дель-Ріо    | 5       | $200 млн (Per Karen and Co)       |
| США       | Флорида           | 126     | $113.1 млрд (Per various sources) |
| США       | Південна Кароліна | 5       |                                   |
| США       | Вірджинія         | 1       |                                   |
| Загалом:0 | Загалом:0         | 137     | $113.1 млрд                       |

### Кариби

#### Карибська Південна Америна
Шторм приніс поривчастий вітер та проливний дощ на Тринідад і Тобаго, острови ABC, а також на північне узбережжя Венесуели та Колумбії, спричинивши поводі та незначні збитки.

#### Кайманові острови
Наслідки від урагану на Кайманових островах були мінімальними: випало декілька міліметрів опадів та пориви вітру до 80 км/год спостерігалися на пляжі Севен-Майл (Великий Кайман), незначні повені та пошкодження, часткові перебої електропостачанням.

### Куба
Ураганом 3-ї категорії Ян обрушився на західну Кубу, шкодячи провінціям Пінар-дель-Ріо та Маябеке. Вийшов на узбережжя 27 вересня о 4:30 за місцевим часом в Пінар-дель-Ріо. Пориви вітру досягали 208 км/год у Сан-Хуан-і-Мартінес. На острові Ісла-де-ла-Хувентуд за 24 години випало 108,3 мм опадів. Значні штормові припливи відбулися вздовж узбережжя затоки Гуанахакабібес та острову Ісла-де-ла-Хувентуд. У другій половині 27 вересня Метеорологічний інститут Куби зафіксував швидкість постійного вітру в 90 км/год та з поривами до 140 км/год. Циклон спочатку знеструмив усю провінцію Пінар-дель-Ріо, а вже 28 вересня всю Кубу, залишивши без електрики 11 мільйонів осіб. Загалом на острові від лиха загинуло 2 людини.